# ヴィルヘルム (オルデンブルク公)
ペーター・フリードリヒ・ヴィルヘルム（Peter Friedrich Wilhelm von Oldenburg, 1754年1月3日 - 1823年7月2日）は、ドイツのオルデンブルク公（在位：1785年 - 1815年）、後に初代オルデンブルク大公（在位：1815年 - 1823年）。精神を病んでいたため、その治世には従弟のペーター（1世）が摂政として統治を行った。

## 生涯
ホルシュタイン＝ゴットルプ家のリューベック領主司教フリードリヒ・アウグスト（1世）と、その妻でヘッセン＝カッセル公子マクシミリアンの娘であるウルリーケ（1722年 - 1787年）の間の長男として生まれた。1769年・1770年にキール大学で学んだ後、1年間のグランドツアーに赴いた。ツアーに随行したのは哲学者ヨハン・ゴットフリート・ヘルダーであり、シュトラスブルクに文豪ゲーテを訪ねた後、ヘルダーを同伴せずにパリ、ブリュッセル、ロンドンを巡った。
1773年、ツァールスコエ・セロー条約の取り決めに従って、リューベック司教座聖堂参事会により、デンマーク王子フレゼリクに代わってリューベック補佐司教に選任された。その年のうちに父がオルデンブルク公爵領を獲得し、ヴィルヘルムはその公世子（Erbprinz）となった。また、ヘッセン＝ダルムシュタット公子ゲオルク・ヴィルヘルムの娘シャルロッテと婚約した。
しかし、ヴィルヘルムにはグランドツアーの頃から精神疾患の症状が現れていて、症状が重くなると、シャルロッテとの婚約も破棄された。オルデンブルク公爵領の相続権放棄は不可避となり、放棄宣言は1777年2月14日に行われた。しかし、フリードリヒ・アウグストの後を継いでオルデンブルクの統治者となった従弟ペーターはヴィルヘルムに対する配慮を見せ、オルデンブルク公爵の称号は1823年に亡くなるまでヴィルヘルムに属することになった。
ヴィルヘルムはシュテンドルフ荘園（Gut Stendorf）に隠棲後、デンマーク王クリスチャン7世によりプレーン城（Schloss Plön）を居所として与えられ、この城を終の棲家とした。1823年に死去すると、リューベック大聖堂の新司教霊廟（Neuen Fürstbischöflichen Mausoleum）に葬られた。